# 结构异构
结构异构（structural isomerism）也称构造异构（constitutional isomerism），后者为IUPAC命名，是具有相同分子式的分子中，因原子相互连接的顺序不同所产生的异构现象；即由于两或多化合物间，具有不同的原子连接顺序而产生的同分异构现象，与立体异构相对。
存在结构异构的化合物互称结构异构体（structural isomer）或结构同分异构体。结构异构又可细分为：碳链异构、位置异构和官能团异构三类。

## 链异构
| 链异构的例子 | 链异构的例子 | 链异构的例子 |
| ------------ | ------------ | ------------ |
|              |              |              |
| 正戊烷       | 异戊烷       | 新戊烷       |

链异构通常指碳链异构，是指化合物分子中的原子骨架连接方式不同，一般用于形容碳氢化合物。它可以看作是分子式相同的直链化合物与支链化合物之间的异构。以戊烷为例，它有三种异构体：俗名分别为“正戊烷”、“异戊烷”和“新戊烷”。后两种是将第一种的一些碳原子当作支链而得到的。烷烃存在的碳链异构体数目可以参见 （页面存档备份，存于）。

## 位置异构

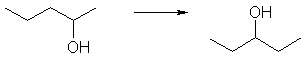
位置异构的例子。

位置异构可以模糊地划分为“官能团位置异构”和“取代基位置异构”。前者的例子如1-戊烯和2-戊烯，后者的例子如3-戊醇和2-戊醇。由于很多情况下，取代基与官能团并无区别，故位置异构也可看作是由于广义的官能团在分子中位置不同而产生的异构现象。

## 官能团异构

官能团异构。

官能团异构是由于分子中存在不同的官能团而产生的异构现象。通常可以产生异构的官能团包括：直链烯烃与环烷烃、醇和醚、醛和酮以及羧酸和羧酸酯。